# Рязанцев, Александр Васильевич
Рязанцев, Александр Васильевич (1874, с. Одинцово, Чернский уезд, Тульская губерния — 2 октября 1930, Москва) — один из крупнейших специалистов по холодильному делу в России, ученый-теплотехник с мировой известностью, профессор. Главный обвиняемый по делу «вредителей в пищевой промышленности» 1930 г.

## Биография
Родился в 1874 в селе Одинцово Чернского уезда Тульской губ. Дворянин. Как утверждала советская пресса в конце 1920-х годов, «бывший помещик, генерал-майор». В. Аксенов в «Московской саге» уточняет — «интендантский генерал». Получил высшее техническое образование, инженер-технолог.
Один из крупнейших специалистов по холодильному делу в России, ученый с мировой известностью, профессор. До революции был членом правления Центрохладобойни, преподавал в Электротехническом институте Императора Александра III и Санкт-Петербургском практическом технологическом институте.
В 1920-х годах работал в Московской горной академии, профессор, заведующий кафедрой теплотехники горного факультета. Заведующий кабинетом теплотехники горно-механического института горного факультета. Читал курс теплотехники.
Профессор Института сельхозмашиностроения им. Калинина, председатель технического совета холодильного комитета при Наркомторге СССР. Часто ездил в командировки в Германию и скандинавские страны.
Проживал в Москве по адресу: ул. Сивцев Вражек, 14-27.
29 августа 1930 г. — арестован как «главный участник контрреволюционной организации, занимавшейся вредительством в сфере рабочего снабжения». 22 сентября в советских СМИ вышла заметка:
«Раскрыта контрреволюционная организация вредителей рабочего снабжения: „Союзмясо“, „Союзрыба“, „Союзплодоовощ“ и соответствующие звенья аппарата Наркомторга. Контрреволюционная организация возглавлялась профессором Рязанцевым, бывшим помещиком, генерал-майором; профессором Каратыгиным, в прошлом октябрист, до революции бывший главный редактор „Торгово-промышленной газеты“ и „Вестника финансов“. Участники контрреволюционной организации были в большинстве своем дворяне, бывшие царские офицеры, интенданты, бывшие рыбопромышленники, фабриканты и меньшевики. Контрреволюционная вредительская организация имела тесную связь с белогвардейской эмиграцией и представителями иностранного капитала, получая от них денежные средства и директивы. Эта организация является ответвлением вредительских организаций Кондратьева и Громана, и ныне полностью раскрыта. Настоящее дело ЦИК СССР и СНК СССР передали на рассмотрение коллегии ОГПУ».
Позже в «Известиях» появился большой материал «Атака обреченных», где, в частности, приводились показания профессора Рязанцева:
«До сего времени я был политическим врагом советской власти. Я должен был доказать, что пролетариат не может восстановить и поднять хозяйственную жизнь страны, и этого я мог достичь только при наличии контрреволюционной организации, срывавшей все мероприятия, направленные к поднятию холодильного и мясного дела, чтобы, лишив страну мяса и приведя ее к голоду, облегчить возможность изменения существующей власти в сторону, направленную к моим политическим убеждениям, то есть к установлению буржуазно-демократической республики. Я полагал, что наибольшее участие в этом деле должна принять Англия, как страна наиболее высокого капиталистического развития. Переход мой от пассивного несогласия с существующим строем к активной борьбе с ним относится к 1924—1925 годам.
История этого дела такова. В 1924 году по приглашению Главконцескома в Москву прибыл представитель крупнейшей английской мясной фирмы „Унион“, имевшей в дореволюционное время в России свои холодильники; в качестве представителя фирмы был Фотергил, с которым я был знаком еще до войны, и второй, фамилии которого не помню. Он (Фотергил) предложил мне создать контрреволюционную вредительскую организацию, которая, разрушая мясное и холодильное дело, боролась бы с советской властью. Причем он указывал, что членами организации должны быть антисоветски настроенные специалисты, в основном связанные с капиталистическим миром своим прошлым. Для успешной деятельности Фотергил предложил мне на первое время десять тысяч фунтов стерлингов. Я его предложение принял и приступил к созданию контрреволюционной вредительской организации, в чем мне помогал В. П. Дроздов, который являлся русским представителем фирмы „Унион“. Работал он в то время в наркомземе, где им тоже была создана вредительская организация. Я ему сказал о предложении Фотергила, и он был в курсе всего вопроса. Основным костяком вредительской организации были Эстрин , Дроздов , Левандовский и Денисов . На их обязанности было пополнять организацию вербовкой новых членов, причем Эстрин должен был вербовать членов организации в плановых организациях, то есть Наркомторге и Госплане ; Левандовский — в распределительных организациях, то есть в Центросоюзе , МОСПО , Мосмясе ; Денисов должен был охватить вербовкой членов строительных организаций НКПС , Хладоцентр . Такое распределение было намечено мною и поставлено в качестве задания каждому из перечисленных лиц в личных беседах».
Проф. Рязанцев А. В. был приговорён коллегией ОГПУ к смертной казни 24 сентября 1930 года вместе с 40 другими обвиняемыми по делу.
Для 38 осужденных по делу приговор был приведен в исполнение в тот же день, оставшиеся трое, включая Рязанцева, были расстреляны через 9 дней после приговора, 2 октября 1930 г. Место захоронения — Москва, Ваганьковское кладбище.
Реабилитирован 26 сентября 1957 г.

## Семья
Жена: Рязанцева (урожд. Мордвинова) Елизавета Ивановна. Художница. Первым браком вышла замуж за А. В. Кошелева, в семье — дочь Наталья; позднее — вдова. Вторым браком вышла замуж за Александра Васильевича Рязанцева (он удочерил падчерицу). В 1930 г. — после ареста и осуждения мужа — выслана с дочерью из Москвы.
Падчерица: Рязанцева Наталья Александровна. Родилась в 1900-х гг. Получила среднее образование. В 1930 г. — выслана с матерью из Москвы.

## Избранные труды
- Рязанцев А. В. Вычисление и графическое представление моментов инерции плоских фигур / [Инж.-техн. А. Рязанцев]. — [Москва] : тип. К. А. Казначеева, ценз. 1901.
- Рязанцев А. В. Определение коэффициента упругости из колебаний упругого стержня / А. В. Рязанцев. — [Санкт-Петербург] : тип. Имп. Акад. наук, 1902.
- Рязанцев А. В. Прикладная механика : Лекции : Паровые котлы, термические двигат. насосы, водяные двигатели. — Санкт-Петербург, 1906
- Рязанцев А. В. [Прикладная механика] : Лекции, чит. преп. А. В. Рязанцевым на 3 курсе хим. отд-ния. — Санкт-Петербург : типо-лит. Трофимова, 1906—1907.
- Рязанцев А. В. Прикладная механика : Лекции, чит. в 1908 г. в Электротехн. ин-те / А. В. Рязанцев. — Санкт-Петербург : Изд. комис. студентов Электротехн. ин-та, 1908.
- Рязанцев А. В. Прикладная механика : Лекции, чит. преп. А. В. Рязанцевым на 3 курсе Х. О. −4 / С.-Петерб. технол. ин-т. — Санкт-Петербург : лит. Трофимова, −1908.
- Рязанцев А. В. Руководство к обработке результатов опытов с паровыми машинами / Сост. А. В. Рязанцев; Инж. лаб. Технол. ин-та… — Санкт-Петербург, 1910.
- Рязанцев А. В. Прикладная механика : Лекции, чит. в 1910 г. в Электротехн. ин-те / А. В. Рязанцев; Изд. комис. студентов Электротехн. ин-та имп. Александра III. — 2-е изд. Ч. 1-. — Санкт-Петербург : типо-лит. И. Трофимова, 1911.
- Рязанцев А. В. Прикладная механика : Лекции, чит. на х. о. по прогр. 5 и 6 семест. преп. А. В. Рязанцевым. Ч. 9- / С.-Петерб. технол. ин-т. — Санкт-Петербург : типо-лит. И. Трофимова, 1911.
- Рязанцев А. В. Введение в теорию холодильных машин / А. В. Рязанцев. — Санкт-Петербург : тип. журн. «Строитель», 1912.
- Россия. О работах Особой комиссии по выработке мер охраны труда лиц, занятых в холодильных предприятиях : Докл. А. В. Рязанцева / Ком. по холодил. делу при М-ве торг. и пром-сти. — Санкт-Петербург, 1913.
- Рязанцев А. В. Прикладная механика : Лекции, чит. в 5 и 6 семестрах Хим. отд-ния Ин-та адъюнкт-проф. А. В. Рязанцевым. Ч. 1- / Петрогр. технол. ин-т. — Петроград : тип. «Двигатель», 1914.
- Прикладная механика : Лекции, чит. в 5 и 6 семестрах Хим. отд-ния Ин-та адъюнкт-проф. А. В. Рязанцевым. Ч. 1- / Петрогр. технол. ин-т… Ч. 1: , Паровые котлы. — 1914.
- Рязанцев А. В. Охрана жизни и здоровья рабочих в промышленности / [под общ. ред. инж.-технол. А. А. Пресса]; М-во торговли и пром-сти. Отд. пром-сти. Ч. 2. Вып. 2: , [Холодильные машины и холодильные склады / А. В. Рязанцев. Технология волокнистых веществ / А. Д. Монахов. — Петроград : типография П. П. Сойкина, 1915.
- Рязанцев А. В. У-S диаграмма для аммиака / [Соч.] Проф. А. В. Рязанцева. — [Петроград] : тип. Ред. период. изд. М-ва фин., [1916].
- Рязанцев А. В. Холодильное дело : Крат. изложение основ холодил. дела в приложении его к хранению пищевых продуктов / Проф. А. В. Рязанцев. — М., 1919.
- Рязанцев А. В. Холодильное дело : Крат. изложение основ холодил. дела в приложении его к хранению пищевых продуктов / А. В. Рязанцев, проф. — М. : Гос. техн. изд-во", 1922.
- Рязанцев А. В. Производство скоропортящихся продуктов и холодильное дело в Дании / Проф. А. В. Рязанцев. — [М.] : 39-я тип. «Мосполиграф», [1925].